# Nocicepció
La nocicepció (del llatí nocere: danyar o ferir) és el procés del sistema nerviós sensorial de codificació d'un estímul nociu. Consisteix en una sèrie d'esdeveniments i processos necessaris perquè un organisme que reb un estímul dolorós, el converteixi en un senyal molecular i reconegui i caracteritzi el senyal per desencadenar una resposta defensiva adequada.
En la nocicepció, una estimulació intensa, ja sigui química (p. ex., capsaïcina present al bitxo o pebre de Caiena), mecànica (per exemple, tallar, aixafar) o tèrmica (calor i fred), en les neurones sensorials anomenades nociceptores produeixen un senyal que viatja al llarg d'una cadena de fibres nervioses a través de la medul·la espinal fins a l'encèfal. La nocicepció activa una varietat de respostes fisiològiques i de comportament per protegir l'organisme d'una agressió, i normalment es tradueix en una experiència subjectiva (o percepció) de dolor en éssers sensibles.